# スタートレックに関する日本語資料一覧
スタートレックに関する日本語資料一覧（スタートレックにかんするにほんごしりょういちらん）は、アメリカのSFテレビドラマシリーズ『スタートレック』に関して日本語で利用可能な資料の一覧である。なお、各節毎に発売順とし、特記しない限り日本国内で発売・発行されたものである。

## 概説
スタートレックに関する日本語資料の増減は日本でのスタートレックシリーズの放映・公開と相関している。
なお、製作スタッフやファンによって映像作品（テレビ・エピソードと劇場映画）が「正史（canon）」と呼ばれることがあり、その場合、小説・コミックやゲームは「正史」に含まれない。ちなみに、1999年版を最後に新版が発行されていない『スタートレックエンサイクロペディア』の前書きには「パラマウント社の方針によって非公式とされているアニメ・シリーズは（本書では）扱わない」とあるが、アニメ・シリーズのDVD版発売後、公式サイトにアニメ・シリーズのデータが反映されるようになった。

### 1970年代まで
日本では映画『スター・トレック』(TMP) が公開されるまでは、日本語のものとしては時々テレビ放映される「正史」『宇宙大作戦』(TOS) のドラマ以外には、ジェイムズ・ブリッシュが著したノヴェライズを早川書房が訳出するものがほぼ唯一であった。それ以外の日本語の情報源としては1978年よりツルモトルームから発行された雑誌『STARLOG』のみといってよい。ただし、1975年にはスターフリートベース京都系統のファンクラブが成立しており、同人誌という形での日本語資料は存在した。

### 1980年代
日本ではTMPが1980年に公開されている。その頃には早川書房以外からの出版もみられるようになった。徳間書店からはオリジナル小説が2点訳出されている。また同じく徳間書店からは他に『TOWN MOOK』増刊として『スーパービジュアルマガジン スタートレック大研究』1-3が発行された。この『大研究』は、1995年頃からジャパン・ミックスやぶんか社が「ガイド」本を発売するようになるまでの十数年間は他に類似のものが存在しなかった。一方、早川書房は継続してノヴェライズを出版しており、『スタートレックII カーンの逆襲』(ST2) の公開時期である1982年には『マッドの天使たち』を除きすべてのノヴェライズが訳出された。以後、早川書房ではオリジナル小説の訳出を行っていく。
映像面では、1980年代中頃には家庭用ビデオデッキの普及があり、ST2のビデオ化と同時期にTOSのビデオ化が行われている。最初にビデオ化されたのはST2の元となったエピソード「宇宙の帝王」で、1984年に発売された。
『新スタートレック』(TNG)については1988年に『スタートレック'88 新・宇宙大作戦』と題されビデオが発売されている。早川書房がTNGのノヴェライズを出したのは翌年の1989年であった。

### 1990年代
TNGの日本でのテレビ放映は1992年から各地域で始まった。多くが深夜帯の放送であったが徐々にファン層を拡大して行き、ジャパン・ミックスとぶんか社が1995年から各種ガイド本を刊行した。早川書房は1990年代中頃まではTOSのオリジナル小説を訳出していたが、それ以降はTNGのオリジナル小説を訳出するようになった。
1990年代後半には各地域で『スタートレック:ディープ・スペース・ナイン』(DS9) の放映や衛星放送でのTNG放映などが行われるようになり、それ以前に比べ「正史」の視聴機会が増加した。
各種周辺本も1990年代後半に出版されたが、「大研究」シリーズやエンサイクロペディアの訳出をしたジャパン・ミックス社は1998年に倒産している。
ビデオ以外にLDにより順次TOS、TNGのエピソードが発売されるようになるが、TOSは1シーズン毎、TNGは半シーズン毎の BOX セットで売られたため価格的に入手しにくいとの声があった。
また、TOS、TNG に続き DS9、『スタートレック:ヴォイジャー』(VOY) も LD-BOX 化され順次発売された。しかし、DS9 と VOY はどちらも7シーズン放映されたが、LD から DVD にメディアの主流が急激に変化したため、両シリーズとも後期の2シーズン分の LD-BOX は発売されなかった。

### 2000年代
「正史」については衛星放送での放映が地上波のテレビ放映より先行する状況になった。また衛星放送では特殊撮影部分を新規に処理したオリジナルシリーズのデジタルリマスター版の放映も行われた。
この時期にはデータハウスビーグルがパソコンのソフトウェアという形で「スタートレック キャプテンズチェア」などを日本語化している。
2000年から2001年にかけて、DS9と VOY のノヴェライズ及びオリジナル小説が角川書店から角川スニーカー文庫内で刊行されている。
早川書房は劇場版のノヴェライズとTNGのオリジナル小説の訳出を継続しており、更に『スタートレック:エンタープライズ』(ENT) のノヴェライズとオリジナル小説の訳出も行うようになった。
「ガイド本」の分野には2001年にダイエックス出版が参入しエンサイクロペディアの新版などを訳出している。
また2003年からはデアゴスティーニにより「週刊スタートレック ファクトファイル」が発行された。これは市場調査のためまず宮城県で先行発売したのち全国展開された。当初100号で完結の予定であったが、314号での完結に延長された。

### 未翻訳の書籍
スタンダードタイムライン系の映像シリーズは『ENT』で終了したが、「スタートレック」におけるこのシリーズは小説に発表の場を移して継続されており、日本語に未翻訳の作品が多数ある。『Star Trek: Titan』、『Star Trek: New Frontier』、『Star Trek: Klingon Empire』などや、複数のシリーズにまたがる連作小説（詳細はen:List of Star Trek novels#Mini-series参照）も存在する。
1. ↑  例えば『スタートレックパラマウント社公認オフィシャルデータベース』（岸川靖、ぶんか社、1998年、ISBN 978-4-8211-0570-0）の 22 頁には「本章ではTVと映画の両シリーズ（ただしアニメ版は除く）の設定上の歴史を、STの正史として解説を行っていく。」と記述されている。

## 映像
以下は日本語による字幕又は吹替えがある映像資料の一覧である。
各エピソードの邦題は（劇場版を除き）原題とあまり関係ないものであることが多い。

### シリーズ全般

#### LD
ヒストリー・オブ・スタートレック1/30 Years and BeyondパイオニアLDC、2000年、日本語字幕あり
ヒストリー・オブ・スタートレック2/INSIDE STAR TREKパイオニアLDC、2000年、日本語字幕あり
ヒストリー・オブ・スタートレック3/The Space of TNGパイオニアLDC、2000年、日本語字幕あり

### 宇宙大作戦

#### テレビシリーズ
- VHSでCICビクタービデオより第1シーズン分が日本語吹替版で発売された。
- LD-BOXがパイオニアLDCより日本語字幕及び吹替ありで全話発売された。
- DVD-BOXがパラマウントホームエンタテインメントジャパンより日本語字幕及び吹替えありで全話発売された。パッケージが異なるものが数種類発売されているが内容は同一である。また、特殊撮影部分を新たにしたデジタルリマスター版の DVD-BOX が発売されている。

#### 劇場版
- VHSでCICビクタービデオより日本語字幕版が発売された。
- TMP～ST6の各作品が個別にLDで、またLD-BOXとしてパイオニアLDCより日本語字幕及び吹替えありで発売された。
- TMP～ST6の各作品が個別にDVDで、またDVD-BOXとしてパラマウントホームエンターテインメントジャパンより日本語字幕及び吹替えありで発売された。劇場公開版、ディレクターズエディションなどの版違いが存在する。

### まんが宇宙大作戦
- LD-BOXがパイオニアLDCより日本語字幕及び吹替えありで全話が発売された。
- DVD-BOXがパラマウントホームエンターテインメントジャパンより発売された。

### 新スタートレック

#### テレビシリーズ
- VHSでCICビクタービデオより字幕版が一部の話数発売された。
- LD-BOXがパイオニアLDCより日本語字幕及び吹替えありで全話発売された。
- DVD-BOXがパラマウントホームエンタテインメントジャパンより日本語字幕及び吹替えありで全話が発売された。パッケージが異なるものが数種類発売されているが内容は同一である。

#### 劇場版
- ST7～ST9はCICビクタービデオよりVHSで日本語吹替え版及び日本語字幕版が発売された。
- ST7～S.T.Xの各作品が個別にDVDで、またDVD-BOXとしてパラマウントホームエンタテインメントジャパンより日本語字幕及び吹替えありで発売された。劇場公開版、ディレクターズエディションなどの版違いが存在する。

### スタートレック:ディープ・スペース・ナイン
- LD-BOXがパイオニアLDCより第5シーズンまで日本語字幕及び吹替えありで発売された。
- DVD-BOXがパラマウントホームエンタテインメントジャパンより日本語字幕及び吹替えありで全話が発売された。パッケージが異なるものが数種類発売されているが内容は同一である。

### スタートレック:ヴォイジャー
- VHSでパラマウントホームエンタテインメントジャパンより日本語吹替え版が5巻10話分発売された。
- LD-BOXがパイオニアLDCより第5シーズンまで日本語字幕及び吹替えありで発売された。
- DVD-BOXがパラマウントホームエンタテインメントジャパンより日本語字幕及び吹替えありで全話が発売された。パッケージが異なるものが数種類発売されているが内容は同一である。

### スタートレック:エンタープライズ
- DVD-BOXがパラマウントホームエンタテインメントジャパンより日本語字幕及び吹替えありで全話が発売された。パッケージが異なるものが数種類発売されているが内容は同一である。

### 周辺

#### DVD
A&Eバイオグラフィ レナード・ニモイ スポックを超えてデータハウスビーグル製作、パイオニアLDC販売、2001年、日本語字幕あり
MIND MELD"MIND MELD SECRETS BEHIND THE VOYAGE OF A LIFETIME"、マグネット提供、ギャガ・コミュニケーションズ、クリエイティブアクザ発売、パイオニアLDC販売、2002年、日本語字幕あり
トレッキーズ ～スター・トレック万歳～パラマウントホームエンタテインメントジャパン、2003年、日本語字幕あり
トレッキーズ2 ～スター・トレックはやめられない～パラマウントホームエンタテインメントジャパン、2005年、日本語字幕あり

## 出版物
以下は日本語により書かれた出版物の一覧である。商業出版物のみをあげ、原則として以下のものは含まない。
- 同人誌
- 多数の海外ドラマやSFドラマの紹介の一つとして『スタートレック』を取り上げているもの

### 書籍
ノヴェライズ版の各エピソードの邦題は、原題を直訳または意訳している場合、テレビ版と同じ題名を付けている場合、どちらでもないオリジナルの場合がある。

#### シリーズ全般
スーパービジュアルマガジン スタートレック大研究1徳間書店、1981年
タウンムック増刊。設定編。第一シーズンエピソードガイド掲載。
スーパービジュアルマガジン スタートレック大研究2徳間書店、1981年
タウンムック増刊。メカニック編。第二シーズンエピソードガイド掲載。
スーパービジュアルマガジン スタートレック大研究3徳間書店、1982年
タウンムック増刊。異星人編。第三シーズンエピソードガイド掲載。
スター・トレック大研究ジェームズ・ヴァン・ハイス（ほか）、ジャパン・ミックス、1995年、ISBN 978-4-88321-173-9
スタートレック ネクストジェネレーション オフィシャル ガイドブックダルマックス、ぶんか社、1995年、ISBN 978-4-8211-0517-5
スタートレック大研究2アラン・アッシャーマン著、住友進訳、ジャパン・ミックス、1996年、ISBN 978-4-88321-212-5
スタートレックネクストジェネレーション スタートレック大研究3 (The Star Trek the Next Generation Companion)ラリー・ネメセック著、星智美訳、ジャパン・ミックス、1996年、ISBN 978-4-88321-213-2
スタートレックへの誘い 僕たちのスタートレック大研究安斎レオ、ジャパン・ミックス、1997年、ISBN 978-4-88321-311-5
スタートレックオフィシャルガイドブック2ダルマックス（ほか）、ぶんか社、1997年、ISBN 978-4-8211-0539-7
メイキングオブスタートレック ディープ・スペース・ナイン スタートレック大研究4ジュディス・リーブス‐スティーブンス、ガーフィールド・リーブス‐スティーブンス著、星智美訳、長尾絵衣子訳、ジャパン・ミックス、1997年、ISBN 978-4-88321-419-8
アート・オブ・スタートレック (The Art of Star Trek: Thirty Years of Creating the Future)ジュディス・リーブス‐スティーブンス、ガーフィールド・リーブス‐スティーブンス著、堀千恵子訳、ジャパン・ミックス、1998年、ISBN 978-4-88321-461-7
スタートレックパラマウント社公認オフィシャルデータベース岸川靖、ぶんか社、1998年、ISBN 978-4-8211-0570-0
スタートレックエンサイクロペディア (The Star Trek Encyclopedia: A Reference Guide to the Future)マイケル・オクダ（ほか）著、上牧弥生（ほか）訳、ジャパン・ミックス、1998年、ISBN 978-4-88321-431-0
原著初版の邦訳。
スタートレックメカニクス オフィシャルガイド4岸川靖、ぶんか社、1999年、ISBN 978-4-8211-0588-5
スタートレック・ネクストジェネレーション・コンティニューイング・ミッション スタートレックBookビジュアル1ジュディス・リーブス‐スティーブンス、ダイエックス出版、2001年、ISBN 978-4-8125-1871-7
スタートレックアルティメット オフィシャルガイド5ダルマックス、ぶんか社、2001年、ISBN 978-4-8211-0705-6
スタートレックネクストジェネレーションオフィシャルガイドブック 新スタートレック1 増補改訂版ダルマックス、ぶんか社、2002年、ISBN 978-4-8211-0750-6
スタートレックエンサイクロペディア 完全日本語版 スタートレックBOOKスペシャル (The Star Trek Encyclopedia: A Reference Guide to the Future)マイケル・オクダ、ダイエックス出版、2003年、ISBN 978-4-8125-1872-4
原著三版の邦訳。
ザ・バイブル:スタートレック ネクストジェネレーションジーン・ロッデンベリー、ぶんか社、2003年、ISBN 978-4-8211-0890-9
別冊宝島1048 スタートレック全シリーズ完全ガイド宝島社、2004年、ISBN 978-4-7966-4160-9
スタートレック ディープ・スペース・ナイン コンパニオン(STAR TREK Deep Space Nine Companion)テリー・J・アートマン著、丹羽正之訳、ダイエックス出版、2004年、ISBN 978-4-8125-1873-1
ザ・バイブル2 スタートレック:ディープ・スペース・ナイン&スタートレック:ヴォイジャーユージーン・ロッデンベリー、ぶんか社、2005年、ISBN 978-4-8211-0890-9
スタートレック ネクストジェネレーション コンパニオン新版 (The Star Trek the Next Generation Companion)ラリー・ネメセック著、中島理彦訳、ダイエックス出版、2005年、ISBN 978-4-8125-1874-8
別冊宝島1455 スタートレック完全ガイド宝島社、2007年、ISBN 978-4-7966-5978-9
『スタートレック:エンタープライズ』の全エピソードを含めた『別冊宝島1048 スタートレック全シリーズ完全ガイド』の増補版。
最新版スター・トレック ビギンズ洋泉社、2009年、ISBN 978-4-86248-424-6
洋泉社MOOK 別冊映画秘宝 海外テレビドラマ・マニアックス Vol.4。
スター・トレック完全読本（洋泉社MOOK 別冊映画秘宝）
洋泉社、2017年、ISBN 978-4800310460
2009年刊行の「最新版スター・トレック ビギンズ」の改訂版。

#### 宇宙大作戦

##### テレビシリーズノベライズ
各エピソードの邦題は基本的に原題の直訳。
宇宙大作戦 No.1 (STAR TREK 1)ジェイムズ・ブリッシュ、中上守訳、早川書房（ハヤカワSFシリーズ）、1969年
ジュニア版世界のSF1 宇宙大作戦 (STAR TREK 1)ジェイムズ・ブリッシュ著、北川幸比古訳、集英社、1969年
原著は上記「宇宙大作戦 No.1」と同じであるがジュブナイル向の訳であり"The Conscience of the King"が割愛されている。
宇宙大作戦 No.2 (STAR TREK 2)ジェイムズ・ブリッシュ著、佐和誠訳、早川書房（ハヤカワSFシリーズ）、1969年
宇宙大作戦 地球上陸命令 (STAR TREK 3)ジェイムズ・ブリッシュ著、伊藤哲訳、早川書房（ハヤカワ文庫SF）、1971年、ISBN 978-4-15-010038-4
ハヤカワSF文庫としては初の ST ノヴェライズ。
宇宙大作戦 暗闇の悪魔 (STAR TREK 4)ジェイムズ・ブリッシュ著、斉藤伯好訳、早川書房（ハヤカワ文庫SF）、1976年、ISBN 978-4-15-010216-6
宇宙大作戦 見えざる破壊者 (STAR TREK 1)ジェイムズ・ブリッシュ著、中上守訳、早川書房（ハヤカワ文庫SF）、1977年、ISBN 978-4-15-010238-8
ハヤカワSFシリーズとして出ていたものと同じ
宇宙大作戦 謎の精神寄生体 (STAR TREK 2)ジェイムズ・ブリッシュ著、佐和誠訳、早川書房（ハヤカワ文庫SF）、1977年、ISBN 978-4-15-010253-1
ハヤカワSFシリーズとして出ていたものと同じ
宇宙大作戦 メトセラへの鎮魂歌 (STAR TREK 5)ジェイムズ・ブリッシュ著、斉藤伯好訳、早川書房（ハヤカワ文庫SF）、1978年、ISBN 978-4-15-010276-0
宇宙大作戦 禁断のパラダイス (STAR TREK 6)ジェイムズ・ブリッシュ著、斉藤伯好訳、早川書房（ハヤカワ文庫SF）、1978年、ISBN 978-4-15-010288-3
宇宙大作戦 小惑星回避作戦 (STAR TREK 7)ジェイムズ・ブリッシュ著、斉藤伯好訳、早川書房（ハヤカワ文庫SF）、1979年、ISBN 978-4-15-010335-4
宇宙大作戦 パイリスの魔術師 (STAR TREK 8)ジェイムズ・ブリッシュ著、斉藤伯好訳、早川書房（ハヤカワ文庫SF）、1979年、ISBN 978-4-15-010368-2
宇宙大作戦 明日への帰還 (STAR TREK 9)ジェイムズ・ブリッシュ著、斉藤伯好訳、早川書房（ハヤカワ文庫SF）、1980年、ISBN 978-4-15-010391-0
宇宙大作戦1 危険な過去への旅ハーラン・エリスン著、中上守訳、辰巳出版、1980年
宇宙大作戦2 光る目玉サミュエル・A・ピープルズ著、中上守訳、辰巳出版、1980年
宇宙大作戦 最後（オメガ）の栄光 (STAR TREK 10)ジェイムズ・ブリッシュ著、斉藤伯好訳、早川書房（ハヤカワ文庫SF）、1981年、ISBN 978-4-15-010429-0
宇宙大作戦 惑星ゴトスの妨害者 (STAR TREK 11)ジェイムズ・ブリッシュ著、斉藤伯好訳、早川書房（ハヤカワ文庫SF）、1981年、ISBN 978-4-15-010435-1
宇宙大作戦 上陸休暇中止! (STAR TREK 12)ジェイムズ・ブリッシュ著、斉藤伯好訳、早川書房（ハヤカワ文庫SF）、1981年、ISBN 978-4-15-010441-2
宇宙大作戦 マッドの天使たち (Mudd's Angels)J・A・ローレンス著、斉藤伯好訳、早川書房（ハヤカワ文庫SF）、1985年、ISBN 978-4-15-010597-6
ハリー・マッドが登場するエピソードのノヴェライズ2編とオリジナル小説1編を収録している。

##### 劇場版ノベライズ
宇宙大作戦 スター・トレック (STAR TREK:THE MOTION PICTURE)ジーン・ロッデンベリイ著、冬川亘訳、早川書房、1980年、ISBN 978-4-15-203172-3
宇宙大作戦 スター・トレック (STAR TREK:THE MOTION PICTURE)ジーン・ロッデンベリイ著、冬川亘訳、早川書房（ハヤカワ文庫SF）、1982年、ISBN 978-4-15-010463-4
単行本の文庫化。
宇宙大作戦 スター・トレック2 カーンの逆襲 (STAR TREK II:THE WRATH OF KHAN)ヴォンダ・マッキンタイア著、斉藤伯好訳、早川書房、1982年、ISBN 978-4-15-203220-1
宇宙大作戦 スター・トレック2 カーンの逆襲 (STAR TREK II:THE WRATH OF KHAN)ヴォンダ・マッキンタイア著、斉藤伯好訳、早川書房（ハヤカワ文庫SF）、1984年、ISBN 978-4-15-010542-6
単行本の文庫化。
宇宙大作戦 スター・トレック3 ミスター・スポックを探せ! (STAR TREK III:THE SEARCH FOR SPOCK)ヴォンダ・マッキンタイア著、斉藤伯好訳、早川書房（ハヤカワ文庫SF）、1984年、ISBN 978-4-15-010564-8
宇宙大作戦 スター・トレック4 故郷への長い道 (STAR TREK IV:THE VOYAGE HOME)ヴォンダ・マッキンタイア著、斉藤伯好訳、早川文庫（ハヤカワ文庫SF）、1987年、ISBN 978-4-15-010709-3
スーパーブックス 故郷への長い道 スター・トレック4 (Star Trek IV: The Voyage Home)ピーター・レランジス著、橘高弓枝訳、偕成社、1987年、ISBN 978-4-03-690030-5
ジュブナイル向けノヴェライズ。
宇宙大作戦 スター・トレック5 新たなる未知へ (STAR TREK V:THE FINAL FRONTIER)J・M・ディラード著、斉藤伯好訳、早川書房（ハヤカワ文庫SF）、1990年、ISBN 978-4-15-010854-0
宇宙大作戦 スター・トレック6 未知の世界 (STAR TREK VI:THE UNDISCOVERED COUNTRY)J・M・ディラード著、斉藤伯好訳、早川書房（ハヤカワ文庫SF）、1992年、ISBN 978-4-15-010964-6
スター・トレック (STAR TREK)アラン・ディーン・フォスター著、増田まもる、尾之上浩司、北原尚彦 訳、角川書店（角川文庫）、2009年、ISBN 978-4-04-272407-0

##### オリジナル小説
宇宙大作戦 二重人間スポック! (Spock Must Die!)ジェイムズ・ブリッシュ著、斉藤伯好訳、早川書房（ハヤカワ文庫SF）、1972年、ISBN 978-4-15-010050-6
スター・トレック 新宇宙大作戦 トクマ・ノベルス (Planet of Judgment)ジョー・ホールドマン著、井坂清訳、徳間書店、1978年、ISBN 978-4-19-151530-7
スター・トレック 救世主の反乱 トクマノベルズ (Spock Messiah!)T・コグズウェル、C・スペーノ著、南山宏訳、徳間書店、1980年、ISBN 978-4-19-151972-5
宇宙大作戦 星なき世界 (The Starless World)ゴードン・エクランド著、斉藤伯好訳、早川書房（ハヤカワ文庫SF）、1981年、ISBN 978-4-15-010452-8
宇宙大作戦 新たなる航海 (The New Voyages)サンドラ・マーシャク、マーナ・カルブレス編、斉藤伯好訳、早川書房（ハヤカワ文庫SF）、1983年、ISBN 978-4-15-010515-0
宇宙大作戦 続・新たなる航海 1・2 (The New Voyages 2)サンドラ・マーシャク、マーナ・カルブレス編、斉藤伯好訳、早川書房（ハヤカワ文庫SF）、1983年、ISBN 978-4-15-010524-2、ISBN 978-4-15-010525-9
宇宙大作戦 過去から来た息子 (Yesterday's Son)A・C・クリスピン著、斉藤伯好訳、早川書房（ハヤカワ文庫SF）1985年、ISBN 978-4-15-010615-7
「正史」のあるエピソードの続編。
宇宙大作戦 ロムランの罠 (Web of the Romulans)M・S・マードック著、斉藤伯好訳、早川書房（ハヤカワ文庫SF）、1986年、ISBN 978-4-15-010651-5
宇宙大作戦 ヴァルカン (Vulcan!)キャスリーン・スカイ著、斉藤伯好訳、早川書房（ハヤカワ文庫SF）、1986年、ISBN 978-4-15-010678-2
宇宙大作戦 閉鎖世界チャタリア (Worlds Without End)ジョー・ホールドマン著、斉藤伯好訳、早川書房（ハヤカワ文庫SF）、1986年、ISBN 978-4-15-010687-4
宇宙大作戦 狂気の世界への旅 (Trek to Madworld)スティーヴン・ゴールディン著、斉藤伯好訳、早川書房（ハヤカワ文庫SF）、1987年、ISBN 978-4-15-010702-4
宇宙大作戦 惑星ペリーの謎 (Perry's Planet)ジャック・C・ホールドマン二世著、斉藤伯好訳、早川書房（ハヤカワ文庫SF）、1987年、ISBN 978-4-15-010716-1
宇宙大作戦 ファースト・ミッション 上・下 (Enterprise:The First Adventure)ヴォンダ・N・マッキンタイア著、斉藤伯好訳、早川書房（ハヤカワ文庫SF）、1988年、ISBN 978-4-15-010775-8、ISBN 978-4-15-010776-5
カークのエンタープライズでの初任務を描いている。
宇宙大作戦 コロナ (Corona)グレッグ・ベア著、斉藤伯好訳、早川書房（ハヤカワ文庫SF）、1988年、ISBN 978-4-15-010793-2
宇宙大作戦 クリンゴンの策略 (The Klingon Gambit)ロバート・E・ヴァーデマン著、斉藤伯好訳、早川書房（ハヤカワ文庫SF）、1989年、ISBN 978-4-15-010800-7
宇宙大作戦 エンタープライズの反乱 (Mutiny on the Enterprise)ロバート・E・ヴァーデマン著、斉藤伯好訳、早川書房（ハヤカワ文庫SF）、1989年、ISBN 978-4-15-010821-2
宇宙大作戦 栄光の旅路 上・下 (The Lost Years)J・M・ディラード著、斉藤伯好訳、早川書房（ハヤカワ文庫SF）、1990年、ISBN 978-4-15-010888-5、ISBN 978-4-15-010889-2
各乗組員の五年間の調査飛行後を描いている。
宇宙大作戦 時の壁を超えて 上・下 (Time for Yesterday)A・C・クリスピン著、斉藤伯好訳、早川書房（ハヤカワ文庫SF）、1992年、ISBN 978-4-15-010980-6、ISBN 978-4-15-010981-3
「過去から来た息子」の続編。
宇宙大作戦 ヴァルカンの悪霊 (Demons)J・M・ディラード著、斉藤伯好訳、早川書房（ハヤカワ文庫SF）、1993年、ISBN 978-4-15-011003-1
宇宙大作戦 スポックの世界 (Spock's World)ダイアン・デュエイン著、斉藤伯好訳、早川書房（ハヤカワ文庫SF）、1994年、ISBN 978-4-15-011048-2
宇宙大作戦 ヴァルカンの栄光 (Vulcan's Glory)D・C・フォンタナ著、斉藤伯好訳、早川書房（ハヤカワ文庫SF）、1994年、ISBN 978-4-15-011055-0
宇宙大作戦 惑星パトリアの抗争 (The Patrian Transgression)サイモン・ホーク著、斉藤伯好訳、早川書房（ハヤカワ文庫SF）、1995年、ISBN 978-4-15-011116-8
宇宙大作戦 謎の遺跡惑星 (Windows on A Lost World)V・E・ミッチェル著、斉藤伯好訳、早川書房（ハヤカワ文庫SF）、1996年、ISBN 978-4-15-011133-5
宇宙大作戦 航宙艦消失! (The Starship Trap)メル・ギルデン著、斉藤伯好訳、早川書房（ハヤカワ文庫SF）、1996年、ISBN 978-4-15-011163-2

#### まんが宇宙大作戦
（なし）

#### 新スタートレック

##### テレビシリーズノベライズ
宇宙大作戦 ファーポイントでの遭遇 (Encounter at Farpoint)デイヴィッド・ジェロルド著、斉藤伯好訳、早川書房（ハヤカワ文庫SF）、1989年、ISBN 978-4-15-010829-8
TNG 第一話のノヴェライズ。テレビエピソードの邦題は「未知への飛翔」、「デネブ星の法廷」など。
新宇宙大作戦 ヴァルカン大使スポック (Unification)ジェリ・テイラー著、斉藤伯好訳、早川書房（ハヤカワ文庫SF）、1994年、ISBN 978-4-15-011075-8
テレビエピソード「潜入!ロミュラン帝国」のノヴェライズ。
新宇宙大作戦 エンタープライズの面影 (Relics)マイクル・ジャン・フリードマン著、斉藤伯好訳、早川書房（ハヤカワ文庫SF）、1995年、ISBN 978-4-15-011122-9

##### 劇場版ノベライズ
宇宙大作戦 スター・トレック7 ジェネレーションズ (Star Trek:Generations)J・M・ディラード著、斉藤伯好訳、早川書房（ハヤカワ文庫SF）、1995年、ISBN 978-4-15-011102-1
宇宙大作戦 スター・トレック ファースト・コンタクト (Star Trek:First Contact)J・M・ディラード著、斉藤伯好訳、早川書房（ハヤカワ文庫SF）、1997年、ISBN 978-4-15-011181-6
宇宙大作戦 スター・トレック 叛乱 (Star Trek:Insurrection)J・M・ディラード著、斉藤伯好訳、早川書房（ハヤカワ文庫SF）、1999年、ISBN 978-4-15-011269-1
宇宙大作戦 ネメシスS.T.X (Star Trek Nemesis)J・M・ディラード著、斉藤伯好訳、早川書房（ハヤカワ文庫SF）、2003年、ISBN 978-4-15-011439-8

##### オリジナル小説
新宇宙大作戦 ハムリンの子供たち (The Children of Hamlin)カーメン・カーター著、斉藤伯好訳、早川書房（ハヤカワ文庫SF）、1994年、ISBN 978-4-15-011084-0
新宇宙大作戦 エンタープライズ狂騒曲 (Q-in-Law)ピーター・デイヴィッド著、斉藤伯好訳、早川書房（ハヤカワ文庫SF）、1995年、ISBN 978-4-15-011105-2
新宇宙大作戦 奴隷惑星メガラ (Debtors' Planet)W・R・トンプスン著、斉藤伯好訳、早川書房（ハヤカワ文庫SF）、1996年、ISBN 978-4-15-011146-5
新宇宙大作戦 テレパスの絆 (Guises of the Mind)レベッカ・ニーズン著、斉藤伯好訳、早川書房（ハヤカワ文庫SF）、1997年、ISBN 978-4-15-011193-9
新宇宙大作戦 カーク艦長の帰還 上・下 (The Return)ウィリアム・シャトナー著、斉藤伯好訳、早川書房（ハヤカワ文庫SF）、1998年、ISBN 978-4-15-011231-8、ISBN 978-4-15-011232-5
『ジェネレーションズ』の続編。
新宇宙大作戦 ヴェンデッタ 上・下 (Vendetta)ピーター・デイヴィッド著、斉藤伯好訳、早川書房（ハヤカワ文庫SF）、1999年、ISBN 978-4-15-011276-9、ISBN 978-4-15-011277-6
新宇宙大作戦 サレックへの挽歌 上・下 (Avenger)ウィリアム・シャトナー著、斉藤伯好訳、早川書房（ハヤカワ文庫SF）、2000年、ISBN 978-4-15-011318-6、ISBN 978-4-15-011319-3
新宇宙大作戦 鏡像世界からの侵略 上・下 (Spectre)ウィリアム・シャトナー著、斉藤伯好訳、早川書房（ハヤカワ文庫SF）、2002年、ISBN 978-4-15-011386-5、ISBN 978-4-15-011387-2
新宇宙大作戦 暗黒皇帝カーク 上・下 (Dark Victory)ウィリアム・シャトナー著、斉藤伯好訳、早川書房（ハヤカワ文庫SF）、2003年、ISBN 978-4-15-011431-2、ISBN 978-4-15-011432-9
新宇宙大作戦 栄光のカーク艦長 上・下 (Preserver)ウィリアム・シャトナー著、斉藤伯好訳、早川書房（ハヤカワ文庫SF）、2004年、ISBN 978-4-15-011469-5、ISBN 978-4-15-011470-1

#### スタートレック:ディープスペースナイン

##### テレビシリーズノベライズ
各エピソードの邦題は原題の直訳または意訳。
スタートレック ディープ・スペース・ナイン1 選ばれし者（エミサリー）(Emissary)J・M・ディラード著、丹羽正之訳、角川書店（角川スニーカー文庫）、2000年、ISBN 978-4-04-423701-1
DS9 第一話「聖なる神殿の謎」のノヴェライズ。
スタートレック ディープ・スペース・ナイン2 トリブルでトラブル(Trials and Tribble-Ations)ダイアン・ケアリー著、丹羽正之訳、角川書店（角川スニーカー文庫）、2000年、ISBN 978-4-04-423702-8
「伝説の時空へ」のノヴェライズ。

##### オリジナル小説
スタートレック ディープ・スペース・ナイン3 潜入者(The Siege)P・デイヴィッド著、丹羽正之訳、角川書店（角川スニーカー文庫）、2000年、ISBN 978-4-04-423703-5
スタートレック ディープ・スペース・ナイン4 血の福音(Bloodletter)K・W・ジーター著、丹羽正之訳、角川書店（角川スニーカー文庫）、2000年、ISBN 978-4-04-423704-2
スタートレック ディープ・スペース・ナイン5 究極のゲーム(The Big Game)サンディ・スコフィールド著、丹羽正之訳、角川書店（角川スニーカー文庫）、2001年、ISBN 978-4-04-423705-9

#### スタートレック:ヴォイジャー

##### テレビシリーズノベライズ
各エピソードの邦題は原題の直訳。
スタートレックヴォイジャー1 惑星管理者(Caretaker)L・A・グラフ著、山口智子訳、角川書店（角川スニーカー文庫）、2000年、ISBN 978-4-04-423901-5
VOY 第一話「遥かなる地球（ふるさと）へ」のノヴェライズ。
スタートレックヴォイジャー5 フラッシュバック (Flashback)D・ケアリー著、山口智子訳、角川書店（角川スニーカー文庫）、2001年、ISBN 978-4-04-423905-3
「伝説のミスター・カトー」のノヴェライズ。

##### オリジナル小説
スタートレックヴォイジャー2 脱出 (The Escape)D・W・スミス著、山口智子訳、角川書店（角川スニーカー文庫）、2000年、ISBN 978-4-04-423902-2
スタートレックヴォイジャー3 最終戦争領域(Ragnarok)N・アーチャー著、山口智子訳、角川書店（角川スニーカー文庫）、2000年、ISBN 978-4-04-423903-9
スタートレックヴォイジャー4 複合違反 (Violations)S・ライト著、山口智子訳、角川書店（角川スニーカー文庫）、2000年、ISBN 978-4-04-423904-6

#### スタートレック:エンタープライズ

##### テレビシリーズノベライズ
スタートレックエンタープライズ エンタープライズ発進せよ! (Broken Bow)ダイアン・ケアリー著、斉藤伯好訳、早川書房（ハヤカワ文庫SF）、2002年、ISBN 978-4-15-011428-2
ENT第一話「夢への旅立ち」のノヴェライズ。
スタートレックエンタープライズ 暗黒からの衝撃波 (Shockwave)ポール・ルディティス著、斉藤伯好訳、早川書房（ハヤカワ文庫SF）、2004年、ISBN 978-4-15-011489-3

##### オリジナル小説
スタートレックエンタープライズ 未知なる種族の惑星 (Enterprise by the Book)ディーン・ウェズリー・スミス、クリスティン・キャスリン・ラッシュ著、斉藤伯好訳、早川書房（ハヤカワ文庫SF）、2003年、ISBN 978-4-15-011446-6
スタートレックエンタープライズ 名誉の代償 (What Price Honor?)デイヴ・スターン著、斉藤伯好訳、早川書房（ハヤカワ文庫SF）、2004年、ISBN 978-4-15-011495-4

#### 周辺
スタートレック生物学序説 (Life Signs: The Biology of Star Trek)スーザン ジェンキンズ、ロバート・ジェンキンズ著、平野裕二訳、同文書院、1998年、ISBN 978-4-8103-7557-2
NASA/トレック 女が宇宙を書きかえる (NASA/TREK : popular science and sex in America)コンスタンス・ペンリー著、上野直子訳、工作舎、1998年、ISBN 978-4-87502-302-9
スタートレック科学読本 (To Seek Out New Life: The Biology of Star Trek)アシーナ・アンドレアディス著、野村政夫訳、徳間書店、1999年、ISBN 978-4-19-861003-6
スタートレック脳科学大全 (STAR TREK on the Brain)ロバート・セクラー、ランドルフ・ブレーク著、沢木昇訳、扶桑社、1999年、ISBN 978-4-594-02727-8
わたしはスポック (I am SPOCK)レナード・ニモイ著、富永和子訳、扶桑社、2001年、ISBN 978-4-594-03123-7
スタートレック指揮官の条件 (Make It So: Leadership Lessons from Star Trek : The Next Generation)ウェス・ロバーツ、ビル・ロス著、岸川靖訳、ダイヤモンド社、2003年、ISBN 978-4-478-36057-6
星に向かって－ジョージ・タケイ自叙伝 (To the Stars: The Autobiography of George Takei, Star Trek's Mr. Sulu)ジョージ・タケイ著、貞包智悠、貞包有美訳、有悠、2005年、ISBN 978-4-9902482-0-8
※なお、付してある ISBN は初版に対するものとは限らない。

### 雑誌
STARLOGツルモトルーム、No.1 - No.100（1978年8月 - 1987年2月）、特集号、連載ページあり
STARLOG竹書房、No.1 - No.28（1999年 - 2006年）
ファンゴリアファングス、連載ページあり
SFマガジン早川書房、不定期特集
モデルグラフィックスアートボックス、連載ページあり（ - No.293（ - 2009年4月号））
週刊スタートレックファクトファイルデアゴスティーニ・ジャパン、No.1 - No.314（2003年2月 - 2009年4月）

隔週刊スタートレックベストエピソードコレクションデアゴスティーニ・ジャパン、No.1 -（2006年5月 -、刊行中）
各シリーズよりエピソードを選び付録 DVD に収録している。

## ソフトウェア
スタートレックキャプテンズチェア日本語版データハウスビーグル、パイオニアLDC、1998年、CD-ROM、Windows
スタートレックオムニペディアデータハウスビーグル、1999年
スタートレック コレクターズミュージアムアベエッチェボンボ、1999年、3枚組 CD-ROM、Windows、Macintosh
スタートレックオムニペディア日本語版ディクショナリエディションデータハウスビーグル、2001年、CD-ROM、Windows 9x・漢字Talk7.x～Mac OS 9
スタートレックキャプテンズチェア日本語版DVDバージョンデータハウスビーグル、パイオニアLDC、2001年、DVD-ROM、Windows 9x